# Dauði Baldrs
Dauði Baldrs (de dood van Baldr) is het voorlaatste album van het Noorse black metal soloproject Burzum. In tegenstelling tot Burzums eerdere werken is Dauði Baldrs een dark ambient, neo-klassiek album. Het album is volledig opgenomen met synthesizers, omdat Varg Vikernes in de gevangenis geen beschikking over andere instrumenten had. Vikernes had al eerder ambientnummers opgenomen, waaronder 'Tomhet' (op het album Hvis Lyset Tar Oss) en 'Rundtgåing av den Transcendentale Egenhetens Støtte' (Filosofem).
Het album gaat over de mythe van Baldr en is daarmee een conceptalbum aangezien het album begint met de dood van Balder en eindigt bij Ragnarok. Het album bevat geen vocalen maar elk nummer heeft een uitgebreide tekst die beschrijft wat er gebeurt. De muziek past dus bij de sfeer van elk verhaaldeel.
Dauði Baldrs moest eigenlijk Baldrs Død heten, maar de titel werd uiteindelijk veranderd, samen met de cover. Enkele cd's bestaan nog met de originele titel en cover. Ook zijn er enkele foutief geprinte covers in omloop met "Burzu" in het logo.

## Tracklist
- Originele tracklist:

1. Dauði Baldrs - 8:48
2. Hermoðr Á Helferð - 2:41
3. Bálferð Baldrs - 6:05
4. Í Heimr Heljar - 2:02
5. Illa Tiðandi - 10:29
6. Móti Ragnarokum - 9:04

- Vertaling:

1. De Dood van Baldr
2. Hermodr op een Reis naar Hel
3. Balders Verbranding
4. In Hels Huis
5. Slechte Voorspellingen
6. Op naar Ragnarok